# Zamek w Gródku nad Dunajcem
Zamek w Gródku nad Dunajcem – zamek rycerski wzniesiony w średniowieczu na szczycie góry Grodzisko w Gródku nad Dunajcem w powiecie nowosądeckim w województwie małopolskim. Zniszczony na przełomie XIV i XV wieku. Obecnie góra ta stanowi wyspę na Jeziorze Rożnowskim i jest potocznie nazywana „Małpią Wyspą”.

## Historia
Zameczek, posadowiony na szczycie góry, na nagiej skale, zbudowano prawdopodobnie w pierwszej połowie XIV wieku. W Herbach rycerstwa polskiego (1584) Bartosza Paprockiego znajduje się mylna informacja, że zamek w Gródku nad Dunajcem należał do rodu Rożenów herbu Gryf, właścicieli zamku w Rożnowie. W 1410 roku dobra w Gródku nad Dunajcem nabyli ówcześni właściciele zamku w Rożnowie: Piotr Kurowski i jego brat arcybiskup gnieźnieński Mikołaj Kurowski; w tym czasie zamek na górze Grodzisko prawdopodobnie znajdował się już w ruinie.
Zamek uległ zniszczeniu zapewne na przełomie XIV i XV wieku. Prowadziła do niego od wschodu droga, rozwidlona w górnym odcinku. Wzdłuż zachodniego łuku dolnego rozwidlenia widoczny był jeszcze w latach międzywojennych wał, wysoki na 1 metr. Gabriel Leńczyk notował w tym czasie, że brak tu innych śladów obwałowań lub zabudowań. Inni autorzy podają, że skromne szczątki murów zamkowych znajdowały się na szczycie wzgórza jeszcze na początku XX wieku.